# 비선형 편집 시스템

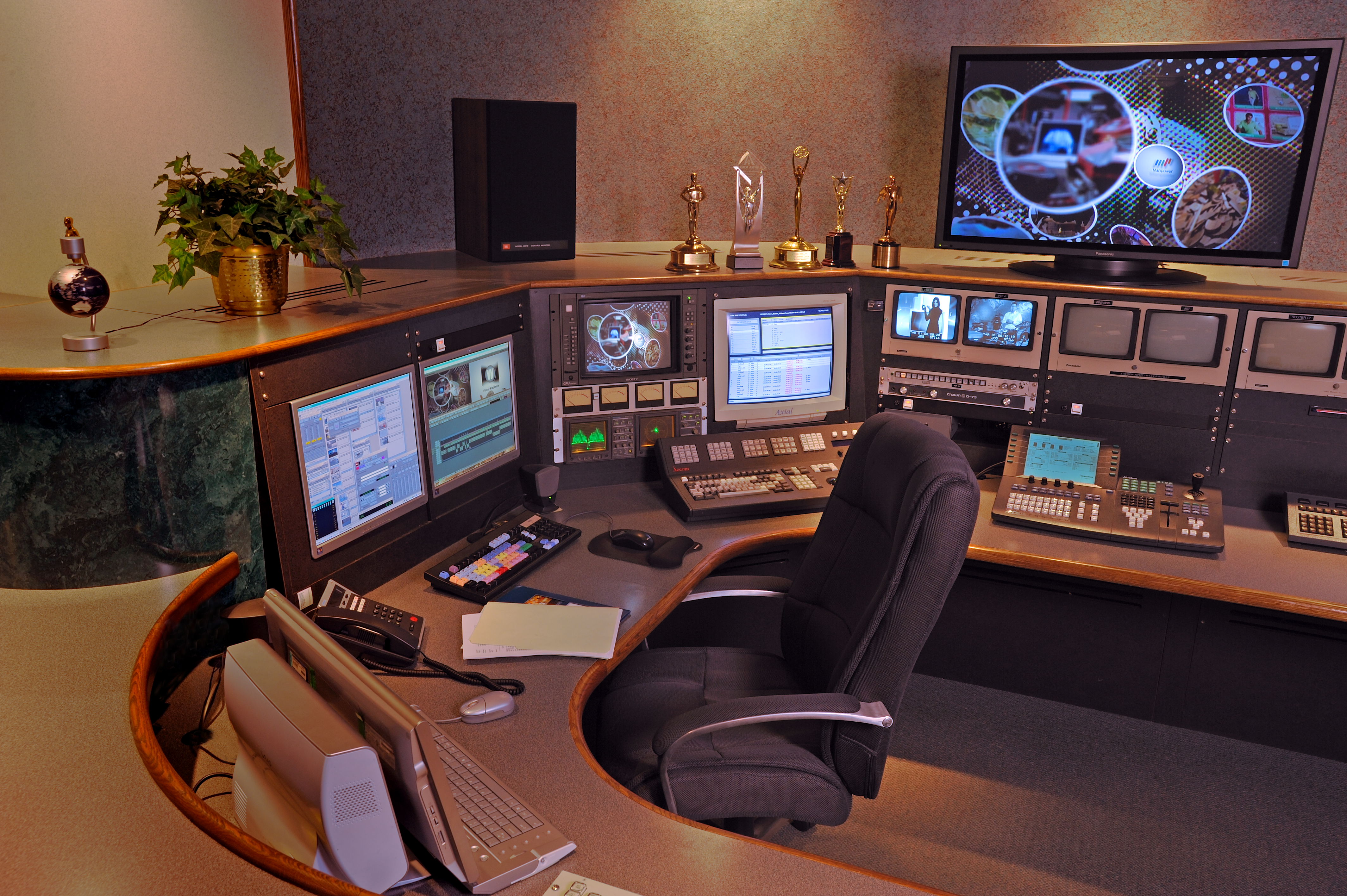

비선형 편집 시스템(영어: non-linear editing system, NLE)은 원본 영상, 소리에 임의 접근이 가능한 영상 편집(NLVE) 또는 오디오 편집(NLAE) 시스템을 말한다.

## 비선형 편집
비선형 편집은 영화, 텔레비전 후반 작업을 위한 것으로, 비디오 클립 안의 원하는 프레임에 쉽게 접근할 수 있는 현대의 편집 방식이다. 이 방식은 초기에 영화 편집에 쓰였던 “잘라내서 붙이기” 기술과 개념이 비슷하다. 그러나 영화 소스로 작업할 때에는 실제 필름 네거티브가 잘라질 수도 있기 때문에 해를 끼칠 수도 있다. 이와 달리 비선형은 해를 끼치지 않는 방식으로 디지털 영상 기술의 도입과 함께 등장하기 시작하였다.
비선형 편집은 캡처 혹은 인제스트라고 하는 촬영본의 디지털 데이터화하는 작업으로부터 시작된다. 필름 촬영물의 경우 텔레시네 혹은 데이터스캔 과정을 통해 NLE 과정을 수행하기도 하며, 이 과정에서 원본의 화질을 최대한 보존하기 위해 가급적 압축률이 낮은 코덱을 이용하여 디지털 데이터화하게 된다.
압축률이 매우 낮거나 아예 압축을 하지 않는 코덱을 사용할 경우 NLE의 장점인 실시간 미리보기에 여러 가지 어려움이 따르게 된다. 이는 막대한 저장 용량을 요구하기 때문만이 아니라, 비압축/무압축 코덱의 초당 전송률을 확보할 만한 저장 매체를 구책해야만 원활한 편집/미리보기가 가능하기 때문이다.

## 품질
비선형 편집에서 주된 걱정거리 가운데 하나는 화질과 음질이다. 영상을 압축하고 압축을 푸는 과정에서 품질이 어느 정도 떨어지기 마련이다. 압축 기술이 개선되고 디스크 저장 공간이 넓어지면서 이러한 문제를 줄여 왔으나 이러한 문제는 여전히 존재한다. 대부분의 전문 비선형 편집은 적절한 하드웨어를 사용하여 압축되지 않은 영상을 편집할 수 있다.

## 같이 보기
- 영상 편집
- 선형 영상 편집
- 영상 편집 소프트웨어
- HDV